# Alberto de Brandeburgo
Alberto de Brandeburgo (en alemán: Albrecht von Brandenburg; Cölln, actualmente Berlín, 28 de junio de 1490-Maguncia, 24 de septiembre de 1545), conocido también como Alberto II de Brandeburgo, Alberto de Maguncia, Alberto de Hohenzollern o Alberto de Brandeburgo y Maguncia, fue arzobispo de Magdeburgo y de Maguncia, príncipe elector del Sacro Imperio Romano Germánico y administrador de la diócesis de Halberstadt. Junto con su hermano mayor Joaquín, fue comarqués de Brandeburgo. Jugó un papel indirecto pero decisivo en el surgimiento de la reforma protestante por haber iniciado una campaña de venta de indulgencias en sus territorios. Fue humanista, amigo de las ciencias y mecenas de las bellas artes.

## Biografía
Fue el segundo hijo varón y el más joven de los siete hijos del príncipe elector Juan Cicerón de Brandeburgo y de Margarita de Sajonia. Juntamente con su hermano Joaquín I Néstor de Brandeburgo fundó en 1506 la Universidad de Fráncfort del Oder, donde también estudió. En el mismo año ingresó en las órdenes religiosas y fue nombrado, con sólo 23 años, arzobispo de Magdeburgo y administrador de la diócesis de Halberstadt. En 1514, era arzobispo y príncipe elector de Maguncia y, cuatro años más tarde, León X lo hizo cardenal. Cabe observar que tal acumulación de cargos era en principio contraria a las costumbres y al Derecho canónico. Gobernó desde 1514 hasta su partida el 21 de febrero de 1541 de su residencia en Moritzburg en Halle (Saale).
A efectos de obtener las dispensas necesarias para tal acumulación de cargos, debió pagar al papa una elevada suma (24 000 ducados) que le fue adelantada por la banca Fugger. Para facilitarle el pago de la deuda, el papa le autorizó la venta de indulgencias en sus territorios, tarea que el príncipe encomendó al fraile dominico Johann Tetzel. Esto provocó la indignación de Martín Lutero, que publicó a raíz de estos sucesos las noventa y cinco tesis que iniciaron la llamada reforma protestante.
Alberto, pese a las simpatías que tenía por los humanistas y por Ulrich von Hutten, a quien había convocado a su corte, se opuso desde un comienzo sin ambigüedad a Lutero. Propició la organización de un concilio para discutir una reforma de la Iglesia. Al comienzo, Lutero pensaba que podía contar con su apoyo pero, poco a poco, hubo de rendirse a la evidencia de que no era posible llegar a ningún compromiso.
En 1530, Alberto hizo en Augsburgo un solemne llamamiento a la paz y a la unión para la defensa contra los turcos. En 1534, conjuntamente con Jorge de Sajonia, intermedió entre los príncipes protestantes y el rey Fernando I el acuerdo de Kadan en Bohemia. En 1538, sin embargo, apoyó al emperador Carlos V en sus luchas contra la Liga de Esmalcalda. Esta decisión y la discutible ejecución de Hans von Schönitz por razones sentimentales le valieron una severa reprobación de Lutero.
Crónicamente endeudado, Alberto negoció con sus súbditos protestantes el otorgamiento de la libertad religiosa contra el pago de 500 000 ducados.

## Vida familiar

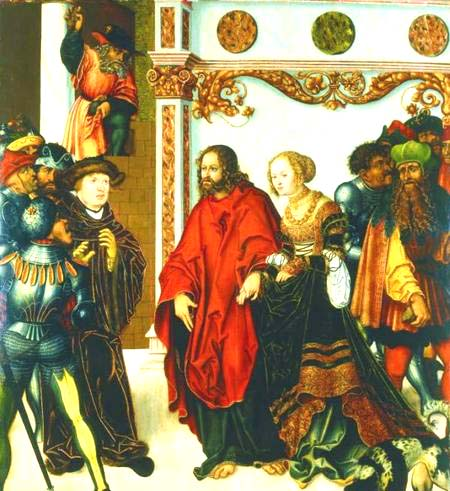
Cristo y la mujer adúltera, con Alberto de Brandeburgo y Úrsula Redinger como modelos. Óleo de Lucas Cranach, 1520.

En lo que respecta a las amantes de Alberto, existen en la literatura diferentes versiones. Algunas le atribuyen numerosas concubinas, otras investigaciones en cambio sostienen que solamente mantuvo dos uniones de tipo marital sucesivas, la primera con Isabel "Leys" Schütz, la segunda con Agnes Strauß, viuda de Pless, originaria de Fráncfort, con quienes vivió abiertamente en concubinato, y una tercera relación más episódica con Úrsula Redinger. 

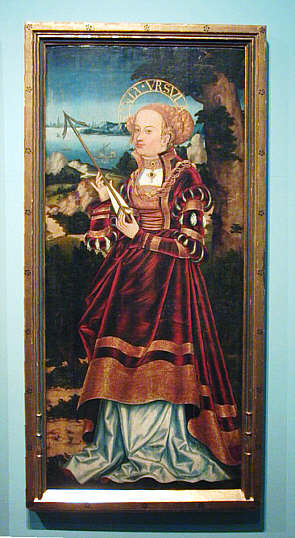
Santa Úrsula, con Leys Schütz como posible modelo

Con Leys tuvo una hija llamada Anna, a quien casó con su secretario Joaquín Kirchner. Luego tuvo otro hijo llamado Alberto. En cuanto a Agnes Strauß, que era una diligente y exitosa dama de negocios, la nombró regente de un convento de beguinas que creó en la región de Schöntal en Aschaffenburg. Mucho menos clara es la historia de la relación que habría mantenido con una misteriosa cantante italiana, quien también habría concedido sus favores a Hans von Schönitz, un colaborador del príncipe, el cual ordenó la ejecución de este último en razón de dichas amabilidades.
Alberto no encubría su vida amorosa. Sea con Leys o con Ursula Redinger, posó en repetidas oportunidades para Lucas Cranach. Un cuadro representa a su amante como la mujer adúltera del Evangelio según San Juan. El propio Alberto está representado como el personaje que en la multitud, a diferencia de los otros que se disponen a lapidar a la pecadora, extiende sus manos abiertas. Otros dos cuadros de Lucas Cranach muestran a Alberto y a su amante como San Martín y Santa Úrsula, respectivamente. 
Alberto fue además padrino de bautismo de Mauricio de Sajonia, que fue educado en la residencia del príncipe en la ciudad actualmente llamada Moritzburg en Halle/Saale.

## Su rol como mecenas de las bellas artes

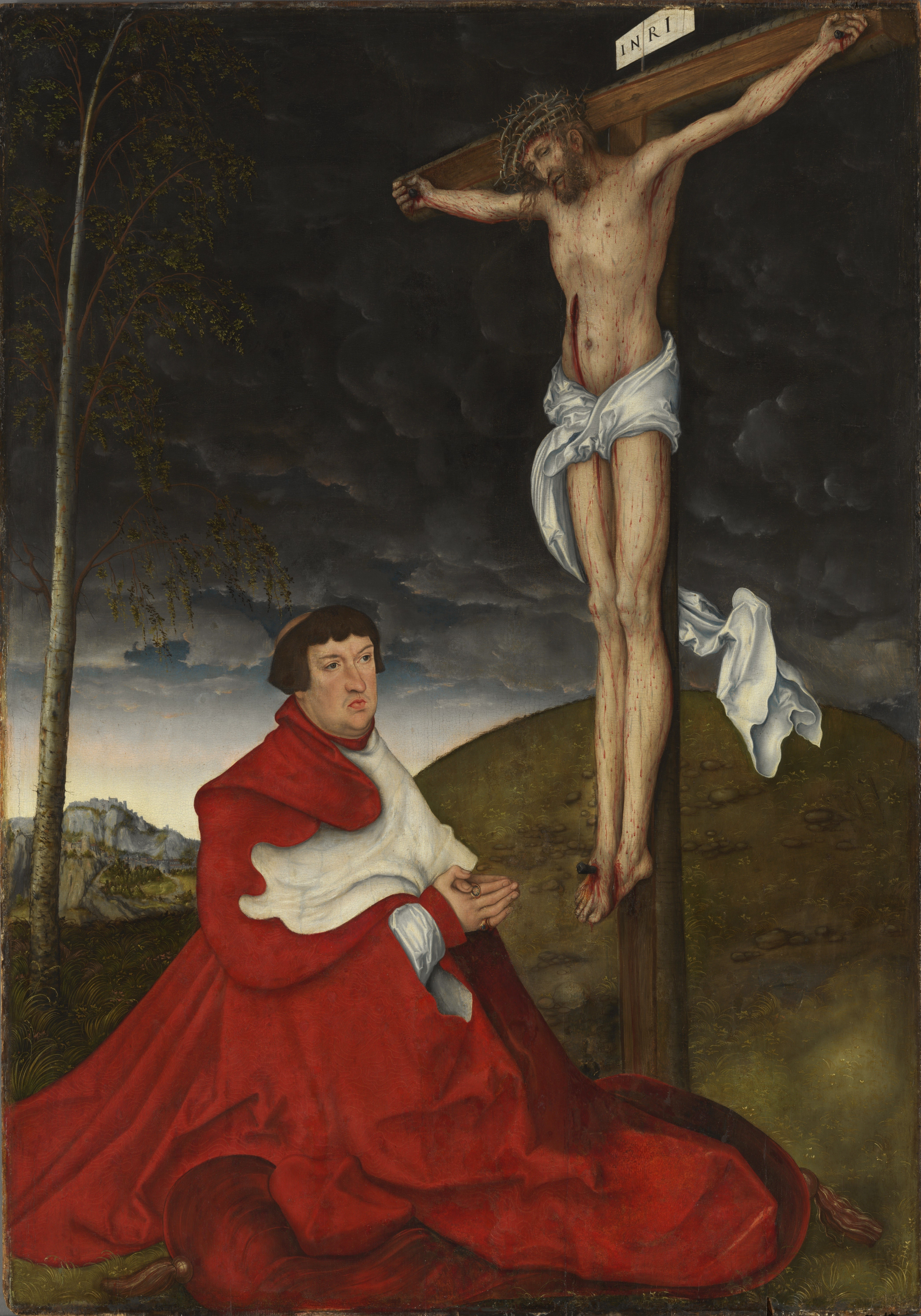
El cardenal Alberto de Brandeburgo
ante Cristo crucificado. Óleo de Lucas Cranach, 1520.

Alberto fue un admirador de las ciencias y de las bellas artes, que sostuvo decididamente. Hizo construir la famosa Marktkirche Unser Lieben Frauen (o "Marienkirke", iglesia de Santa María) (1529-1554) y luego la catedral de Halle. Para la decoración de la catedral, otorgó a Lucas Cranach el Viejo un contrato para 16 altares y 142 imágenes, que debían ser llevados a cabo durante cinco años. Ese fue el mayor encargo de pinturas de toda la historia del arte alemán. También encargó la realización del altar de Erasmo-Mauricio a Matthias Grünewald y contrató a Hans Baldung Grien. Halle alcanzó una elevada reputación en materia artística gracias a la obra de Alberto. En ella se encuentran los más significativos cementerios renacentistas de Europa, el Palacio de Moritzburg, que llamó así en honor de San Mauricio, el Santo Patrón de su Obispado. No pudo llevar a cabo, como lo deseaba, la fundación de una Universidad confesional. 
Alberto concebía su rol de mecenas de las artes como una actividad agradable a Dios y conveniente para la salud espiritual. Financió estos trabajos con el producto de las ventas de indulgencias.

## El final
Hacia 1541 Alberto estaba ya gravemente enfermo, a tal punto que ya no podía asumir personalmente sus tareas oficiales, donde se hacía representar por mandatarios. Crónicamente endeudado, se enfrentaba con graves problemas financieros, ya que había dilapidado sus reservas.
En 1545 se mudó de Aschaffenburg a Maguncia, donde los canónigos - argumentando razones financieras - se negaron a entregarle su dieta anual de 8.000 ducados. Alberto hizo diferentes propuestas sobre los medios para obtener tal monto, pero fueron rechazadas. Finalmente, ante la gravedad de la situación, los capitulares flexibilizaron su posición bajo la condición de que no contrajese en el futuro más deudas y de que hiciere modificaciones testamentarias en su favor.
El Príncipe efectuó las modificaciones testamentarias solicitadas y extenuado, empobrecido y dejando detrás de él una deuda de proporciones gigantescas, murió al día siguiente, el 24 de septiembre de 1545 a los 55 años. Sus restos reposan en la catedral de Maguncia.